# Сен-Марк, Фелипе Августо де
Фелипе Августо де Сен-Марк (или Сен-Март/Сент-Марк) (Рюм, провинция Эно, Бельгия, 1762 — Мадрид, Испания, 1831) был офицером, родившимся в Бельгии и состоявшим на службе испанской короны. Он сражался во время Пиренейских войн и отличился, командуя испанскими войсками во время битвы при Валенсии.

## Военная карьера
Сен-Марк поступил в испанскую армию в возрасте 14 лет. Он стал членом Валлонской гвардии, куда вербовали жителей Валлонии (в то время испанской Бельгии). К тому времени, когда началась Пиренейская война, он был капитаном роты. Ему удалось бежать из Мадрида, оккупированного французской армией. Он направился в Валенсию со своей армией, где помог снять французскую осаду во главе с маршалом Боном Адриеном Жанно де Монсеем. За это сражение он получил звание фельдмаршала.
Позднее действия Сен-Марка имели решающее значение в снятии осады Сарагосы, когда он пришёл на помощь Хосе де Палафоксу и разгромил осаждающие силы французского генерала Вердье. После этого Сен-Марк остался под командованием Палафокса в Сарагосе и активно участвовал в обороне города, за что получил звание генерал-лейтенанта. Когда город в конце концов сдался французам, он был взят в плен и отправлен в Нанси, где оставался до конца войны в 1814 году. Когда Фердинанд VII вернулся на престол, Сен-Марк возвратился в Испанию. До 1830 года он служил генеральным капитаном Галисии, Валенсии и Арагона.

## Смерть
Сен-Марк умер в Мадриде в 1831 году от одной из эпидемий холеры, охвативших Испанию в середине и конце 1800-х годов.